# Bristol (Wisconsin)
Pour les articles homonymes, voir Bristol.
Bristol est un village du comté de Kenosha, dans l'État du Wisconsin, aux États-Unis. En 2020, il comptait une population de 5 192 habitants.